# Wola Świniecka (gmina)
Wola Świniecka (lub Wola Świnecka) – dawna gmina wiejska istniejąca do 1937 roku w woj. łódzkim (II Rzeczpospolita). Nazwa gminy pochodzi od wsi Wola Świniecka, lecz siedzibą władz gminy były Piaski.
W okresie międzywojennym gmina Wola Świniecka należała do powiatu tureckiego w woj. łódzkim. Gminę zniesiono 1 października 1937 roku w związku z reformą gminną przeprowadzoną na terenie powiatu tureckiego w 1937 roku, polegającą na zniesieniu 16 gmin wiejskich, a w ich miejsce utworzeniu 7 nowych. Obszar zniesionej gminy Wola Świniecka wszedł w skład nowej gminy Świnice.
Zobacz też: gmina Wola